# كيسانغ
كيسانغ هو مقيم في مديرية تانغكاك في ولاية جوهر بماليزيا. تمتد كيسانغ على مساحة 38 كم2، ويبلغ عدد سكانها 10598 نسمة.

## المدن
- باريت بونغا